# Рабовиці
Рабовиці (пол. Rabowice, нім. Reizenstein) — село в Польщі, у гміні Сважендз Познанського повіту Великопольського воєводства.
Населення — 196 осіб (2011).
У 1975-1998 роках село належало до Познанського воєводства.

## Демографія
Демографічна структура станом на 31 березня 2011 року:
|          | Загалом | Допрацездатний вік | Працездатний вік | Постпрацездатний вік |
| -------- | ------- | ------------------ | ---------------- | -------------------- |
| Чоловіки | 98      | 22                 | 73               | 3                    |
| Жінки    | 98      | 22                 | 63               | 13                   |
| Разом    | 196     | 44                 | 136              | 16                   |